# Déservillers
Déservillers és un municipi francès situat al departament del Doubs i a la regió de Borgonya - Franc Comtat. L'any 2007 tenia 293 habitants.

## Demografia

### Població
El 2007 la població de fet de Déservillers era de 293 persones. Hi havia 112 famílies de les quals 37 eren unipersonals (12 homes vivint sols i 25 dones vivint soles), 29 parelles sense fills i 46 parelles amb fills.
La població ha evolucionat segons el següent gràfic:
Habitants censats

### Habitatges
El 2007 hi havia 146 habitatges, 123 eren l'habitatge principal de la família, 9 eren segones residències i 14 estaven desocupats. 133 eren cases i 12 eren apartaments. Dels 123 habitatges principals, 109 estaven ocupats pels seus propietaris, 12 estaven llogats i ocupats pels llogaters i 2 estaven cedits a títol gratuït; 2 tenien una cambra, 3 en tenien dues, 12 en tenien tres, 22 en tenien quatre i 84 en tenien cinc o més. 114 habitatges disposaven pel capbaix d'una plaça de pàrquing. A 56 habitatges hi havia un automòbil i a 53 n'hi havia dos o més.

### Piràmide de població
La piràmide de població per edats i sexe el 2009 era:
| Homes | Edats   | Dones |
| ----- | ------- | ----- |
| 0     | 95 o +  | 0     |
| 0     | 90 a 94 | 4     |
| 0     | 85 a 89 | 0     |
| 4     | 80 a 84 | 0     |
| 4     | 75 a 79 | 4     |
| 4     | 70 a 74 | 8     |
| 4     | 65 a 69 | 4     |
| 8     | 60 a 64 | 8     |
| 20    | 55 a 59 | 4     |
| 12    | 50 a 54 | 24    |
| 4     | 45 a 49 | 12    |
| 4     | 40 a 44 | 8     |
| 8     | 35 a 39 | 4     |
| 8     | 30 a 34 | 8     |
| 16    | 25 a 29 | 0     |
| 4     | 20 a 24 | 8     |
| 4     | 15 a 19 | 4     |
| 4     | 10 a 14 | 4     |
| 4     | 5 a 9   | 0     |
| 8     | 0 a 4   | 4     |

## Economia
El 2007 la població en edat de treballar era de 171 persones, 120 eren actives i 51 eren inactives. De les 120 persones actives 117 estaven ocupades (67 homes i 50 dones) i 3 estaven aturades (1 home i 2 dones). De les 51 persones inactives 19 estaven jubilades, 13 estaven estudiant i 19 estaven classificades com a «altres inactius».

### Ingressos
El 2009 a Déservillers hi havia 130 unitats fiscals que integraven 327,5 persones, la mediana anual d'ingressos fiscals per persona era de 13.748 €.

### Activitats econòmiques
Dels 11 establiments que hi havia el 2007, 3 eren d'empreses alimentàries, 1 d'una empresa de fabricació de material elèctric, 1 d'una empresa de fabricació d'altres productes industrials, 4 d'empreses de construcció, 1 d'una empresa de comerç i reparació d'automòbils i 1 d'una empresa d'informació i comunicació.
Dels 4 establiments de servei als particulars que hi havia el 2009, 3 eren fusteries i 1 electricista.
L'any 2000 a Déservillers hi havia 16 explotacions agrícoles que ocupaven un total de 949 hectàrees.

## Equipaments sanitaris i escolars
El 2009 hi havia una escola elemental integrada dins d'un grup escolar amb les comunes properes formant una escola dispersa.

## Poblacions més properes
El següent diagrama mostra les poblacions més properes.